# Marie Anne de Mailly

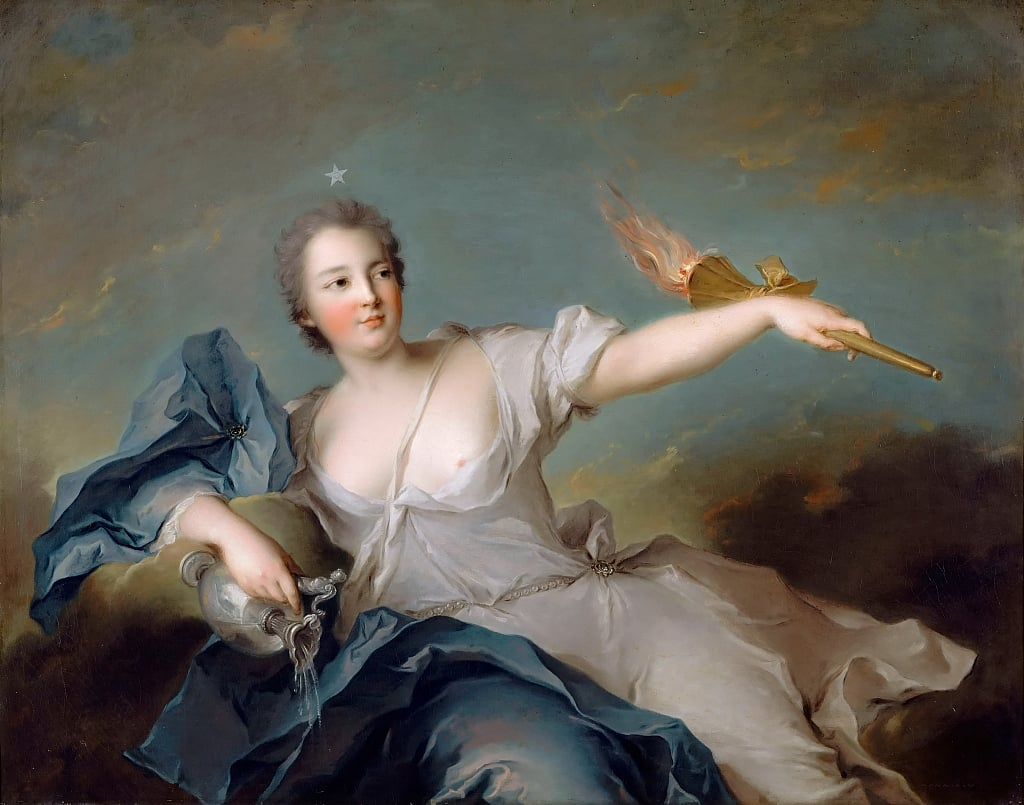
Portret de Jean-Marc Nattier

Marie Anne de Mailly, ducesă de Châteauroux (5 octombrie 1717 – 8 decembrie 1744) a fost cea mai mică și cea mai frumoasă dintre faimoasele cinci surori de Nesle, dintre care patru au devenit metrese ale regelui Ludovic al XV-lea al Franței. 

## Biografie
Marie Anne a fost fiica cea mică a lui Louis de Mailly, marchiz de Nesle și de Mailly, Prinț de Orania (1689 - 1767) și a soției acestuia, Armande Félice de La Porte Mazarin (1691 - 1729). Părinții ei s-au căsătorit în 1709. Mama ei a fost fiica lui Paul Jules de La Porte, duce Mazarin și de La Meilleraye (1666 - 1731), fiul faimoasei aventuriere, Hortense Mancini, nepoata Cardinalului Mazarin. Louise Julie a avut patru surori:
- Louise Julie de Mailly, Mademoiselle de Mailly , contesă de Mailly (1710 - 1751),
- Pauline Félicité de Mailly, Mademoiselle de Nesle, marchiză de Vintimille (1712 - 1741),
- Diane Adélaïde de Mailly, Mademoiselle de Montcavrel, ducesă de Lauraguais (1714 - 1769),
- Hortense Félicité de Mailly, Mademoiselle de Chalon, marchiză de Flavacourt (1715 - 1763).

Singura soră de Nesle care nu a devenit metresă a lui Ludovic al XV-lea a fost marchiza de Flavacourt. Louise Julie a fost prima soră care l-a atras pe rege, urmată de Pauline Félicité, însă Marie Anne a fost cea care a avut succes în manipularea regelui și care a deținut putere politică.
Marie Anne a avut și o soră vitregă mai mică, Henriette de Bourbon (1725 - 1780), din relația mamei ei cu Louis Henri, Duce de Bourbon, ministru șef al regelui Ludovic al XV-lea din 1723 până în 1726. La 19 iunie 1734 Marie Anne s-a căsătorit cu Jean Baptiste Louis, marchiz de La Tournelle (n. 1728). Soțul ei a murit la 23 noiembrie 1740.

## Metresă a lui Ludovic al XV-lea
Deși sora cea mare a Mariei Anne, Madame de Mailly, a devenit metresa regelui Ludovic al XV-lea în 1732, ea nu a fost recunoscută oficial ca maîtresse en titre decât în 1738. În 1738, Madame de Mailly a primit o scrisoare de la sora lor, Pauline-Félicité, care i-a cerut să fie invitată la curte. Ea a îndeplinit dorința Paulinei, însă când aceasta a ajuns la curte l-a sedus pe rege și a devenit metresa lui.
În timp ce Madame de Mailly a rămas metresa oficială, regele s-a îndrăgostit de Pauline-Félicité și a aranjat căsătoria acesteia cu marchizul de Vintimille pentru a-i oferi un statut corespunzător la curte. A dăruit noii sale metrese castelul Choisy-le-Roi. Curând Madame de Vintimille a rămas însărcinată cu regele însă a murit dând naștere fiului său nelegitim, Louis, duce de Luc, care a semănat atât de mult cu regele încât a fost numit Demi-Louis, "micul Louis".
Corpul Paulinei a fost depus la Lit-de-parade în orașul Versailles, dar în timpul nopții gardienii au părăsit sala să bea și mulțimea a intrat și a mutilat cadavrul "curvei regelui". Atât regele cât și Madame de Mailly au fost devastați de moartea ei, și se spune că Louise Julie a început să spele picioarele săracilor ca un semn catolic de remușcare.

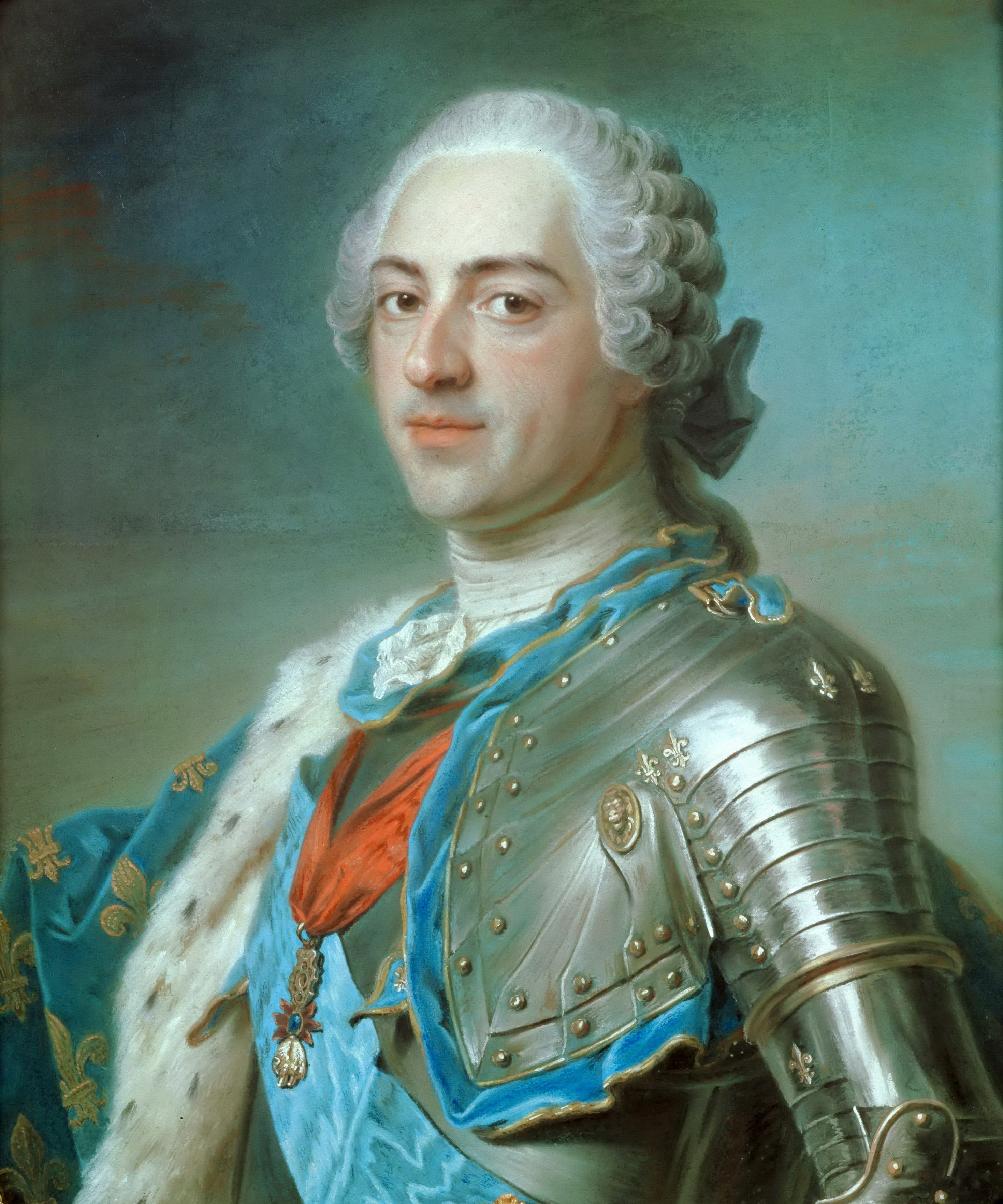
Regele Ludovic al XV-lea

Ulterior, cel mai bun prieten al regelui, manipulatorul duce de Richelieu, a început să caute o altă candidată care să îndeplinească  dorințele prietenului său regal, nedorind ca Madame de Mailly să recâștige afecțiunea regelui. În cele din urmă s-a decis asupra surorii mai mici atât a Madame de Mailly cât și a Madame de Vintimille, Marie Anne, văduva marchizului de La Tournelle.
În 1742, la un bal mascat Richelieu a prezentat-o pe Marie Anne regelui. Inițial, frumoasa marchiză a respins avansurile regale, ea având deja un iubit, tânărul duce d'Agénois. Ca urmare, Ludovic a conspirat cu Richelieu, care era unchiul lui d'Agénois, să scape de tânărul pretendent. Regele și-a trimis rivalul pentru a lupta în Italia care a fost rănit și a revenit la curte în glorie. Richelieu și-a trimis nepotul la Languedoc, unde o tânără și frumoasă doamnă a fost instruită să-l seducă. În scurt timp scrisorile pasionale schimbate între cei doi au ajuns la cunoștința Mariei Anne, care, furioasă pe iubitul ei, și-a îndreptat atenția către rege.
Madame de La Tournelle a insistat ca sora sa mai mare, Madame de Mailly, să fir respinsă și în locul ei să fie ea însăși  recunoscută. Ludovic, care era deja obosit de lacrimile și reproșurile surorii mai mari, a consimțit; postul contesei de damă de palat a reginei Maria Leszczyńska a fost preluat de Madame de La Tournelle iar Louisei Julie i s-a ordonat să părăsească curtea. Găsindu-și refugiul într-o mănăstire, Madame de Mailly avea să devină religioasă.
Cardinalul Fleury, șeful miniștrilor regelui, a încercat să intervină deoarece el o prefera pe Madame de Mailly ca metresă regală în fața ambițioasei ei surori. EL nu voia ca Madame de La Tournelle să intervină în administrarea Franței. Totuși, Ludovic l-a informat că în timp ce el a preluat controlul asupra afacerilor politice ale regatului, nu va prelua și controlul asupra vieții personale a regelui.
Madame de La Tournelle a cerut o poziție oficială la curte și titlul de ducesă împreună cu un venit suficient care să-i permită să mențină și să protejeze demnitatea noii poziții. Toate cererile au fost prompt garantate de infatuatul monarh. A fost numită dame du palais a reginei, a fost numită ducesă de Chateauroux și a primit un venit de 80.000 de livre. 
Dirijată de Richelieu, Madame de Châteauroux a încercat să trezească în rege un simț al conducerii, încurajându-l să formeze o alianță cu Frederic cel Mare al Prusiei în 1744. Rolul ei politic a fost mare deși exercitat din spatele scenei. În timpul călătoriilor frecvente ale ducesei de Châteauroux la și de la rege cât timp acesta era în război, ea a fost însoțită de Madame de Lauraguais. Madame de Châteauroux nu a considerat-o pe sora ei cea simplă un rival ci doar companion amiabil.
La 8 decembrie 1744 Madame de Châteauroux a murit brusc. După decesul ei, pentru o scurtă vreme regele s-a consolat cu sora ei, Madame de Lauraguais. Câteva luni mai târziu, regele avea o nouă metresă, Madame de Pompadour.
Madame de Châteauroux a fost prietenă cu Charlotte Aglaé d'Orléans, nepoată a regelui Ludovic al XIV-lea și a metresei acestuia, Madame de Montespan.